# Emballonura serii
Emballonura serii é uma espécie de morcego da família Emballonuridae. Endêmica de Papua-Nova Guiné. Os seus habitats naturais são: cavernas.